# Krumbach (Schwaben)
Krumbach (Schwaben) – miasto w Niemczech, w kraju związkowym Bawaria, w rejencji Szwabia, w regionie Donau-Iller, w powiecie Günzburg, siedziba wspólnoty administracyjnej Krumbach (Schwaben), chociaż nie jest jej członkiem. Leży około 25 km na południowy wschód od Günzburga, przy drodze B16, B300 i linii kolejowej Mindelheim – Günzburg.

## Polityka
Burmistrzem miasta jest Hubert Fischer (Junge Wähler/Offene Liste), poprzednio urząd ten obejmował Willy Rothermel, rada miasta składa się z 24 osób.
|      | CSU | SPD | UFWG | Junge Wähler/Offene Liste | Razem |
| 2008 | 10  | 5   | 5    | 4                         | 24    |
| 2002 | 10  | 6   | 5    | 3                         | 24    |